# Championnat de Nouvelle-Calédonie de football
Le championnat de Nouvelle-Calédonie de football a été créé en 1950, et porte aujourd'hui le nom de Championnat de la Super Ligue ou Division d'Honneur. Le champion de chaque saison et son dauphin disputent la Ligue des champions de l'OFC de l'année suivante.

## Histoire
Le championnat de la Super Ligue se déroule en plusieurs phases de 2007 à 2011 :
- Phase préliminaire : huit clubs de la Grande Terre, qui forment alors la « Super Ligue », s'affrontent en matchs allers et retours. Il s'agit alors des 6 clubs ayant obtenu le meilleur classement lors de la phase préliminaire de la saison précédente et des deux clubs champions des promotions d'honneur (la division 2 locale) des Provinces Sud et Province Nord. Si jamais le nombre requis de 8 n'est pas atteint, les clubs arrivés 7e ou 8e l'année précédente peuvent être repêchés, en sachant qu'un club ne peut être repêché plus de deux saisons consécutives. Cette phase préliminaire se déroule donc en 14 journées.
- Phase finale : qui se distingue elle-même entre les :
  - Play-Off : les trois clubs de Grande Terre arrivés en tête du classement de la phase préliminaire ainsi que le champion des Îles Loyauté s'affrontent en matchs allers et retours. Le club qui remporte les Play-Off devient alors champion de Nouvelle-Calédonie.
  - Play-Down : les 5 derniers de la phase préliminaire de la Grande Terre s'affrontent en matchs allers uniquement jusqu'en 2009 puis allers et retours depuis 2010 afin de déterminer les 2 clubs relégables pour la saison suivante en promotion d'honneur.
  - Play-In : en 2010 seulement, les deux clubs relégables arrivés derniers des Play-Down affrontent en matchs de barrage allers uniquement les deux champions de Promotion d'honneur (la deuxième division néo-calédonienne), celui de la Province Sud et celui de la Province Nord. Les deux clubs ayant obtenu le plus de point font partie de la Division d'honneur de la saison suivante, les deux autres sont en Promotion d'honneur.

Depuis 2012, il n'y a plus qu'une phase, opposant en match allers-retours onze clubs. Le premier au classement final au bout de la 22e et dernière journée est sacré champion, les trois derniers sont relégués en promotion d'honneur. Chaque année, les champions de promotion d'honneur du Sud, du Nord et des îles Loyauté de la saison précédente est promue au sein de la Super Ligue.

## Palmarès
- 1950 : Impassible
- 1951 : Impassible
- 1952 : Indépendante
- 1953 : Impassible
- 1954 : Indépendante
- 1956 : Impassible
- 1957 : PLGC (Patronage laïc Georges-Clemenceau)
- 1958 : PLGC
- 1959 : PLGC
- 1960 : Impassible
- 1962 : US Calédonienne
- 1963 : USC
- 1964 : JS Vallée-du-Tir
- 1965 : AS Frégate
- 1966 : AS Frégate
- 1967 : JS Vallée-du-Tir
- 1968 : JS Vallée-du-Tir
- 1969 : ASLN Nouméa
- 1970 : ASLN Nouméa
- 1971 : Stade Français Tadine
- 1972 : Saint Jean-Baptiste Nathalo
- 1973 : Groupement Sportif Ouvéa
- 1974 : FC Gaïtcha
- 1975 : UAC Yaté
- 1976 : ASLN Nouméa
- 1977 : Kehdek Koumac
- 1978 : USL Gélima Canala
- 1979 : JS Baco
- 1980 : RS Koumac
- 1981 : USL Gélima Canala
- 1982 :  JS Baco
- 1983 : CA Saint-Louis
- 1984 : AS Frégate
- 1985 : AS Kunié
- 1986 : AS 6e km
- 1987 : CA Saint-Louis
- 1988 : CA Saint-Louis
- 1989 : Wé Luécila
- 1990 : FC Gaïtcha
- 1991 : Wé Luecila
- 1992 : AS Kunié

### Mini ligue entre les champions régionaux
- 1993 : Wé Luécilla
- 1994 : JS Baco
- 1995 : JS Baco
- 1996 : JS Traput

### Play-offs entre les champions régionaux
- 1997 : JS Baco 2-1 CA Saint-Louis (Nouméa)
- 1998 : AS Poum 4-2 JS Traput
- 1999 : Gaïtcha FCN (Nouméa) 2-2 (4-3 tab) AS Auteuil (Nouméa)
- 2000 : JS Baco 1-0 JS Traput
- 2001 : JS Baco 1-0 AS Mont-Dore
- 2002 : AS Mont-Dore 2-2 (4-3 tab) JS Baco
- 2002-2003 : AS Magenta (Nouméa) 5-3 ap JS Baco
- 2003-2004 : AS Magenta (Nouméa) 3-1 AS Mont-Dore
- 2004-2005 : AS Magenta (Nouméa) 3-2 AS Mont-Dore
- 2005-2006 (sans play-offs) : AS Mont-Dore (Nouméa)
- 2006-2007 : JS Baco
- 2007-2008 : AS Magenta (Nouméa)
- 2008-2009 : AS Magenta (Nouméa)
- 2009 (sans play-off) : AS Magenta (Nouméa)
- 2010 : AS Mont-Dore (Nouméa)
- 2011 : AS Mont-Dore (Nouméa)

### Super Ligue
| Saison | Champion                            |
| ------ | ----------------------------------- |
| 2012   | Association sportive Magenta Nickel |
| 2013   | Gaïtcha Football Club de Nouméa     |
| 2014   | Association sportive Magenta Nickel |
| 2015   | Association sportive Magenta Nickel |
| 2016   | Association sportive Magenta Nickel |
| 2017   | Hienghène Sport                     |
| 2018   | Association sportive Magenta Nickel |
| 2019   | Hienghène Sport                     |
| 2020   | Tiga Sport                          |
| 2021   | Hienghène Sport                     |
| 2022   | Tiga Sport                          |
| 2023   | Association sportive Magenta Nickel |

## Bilan par club
| Club                                     | Titres | Année                                                                                   |
| ---------------------------------------- | ------ | --------------------------------------------------------------------------------------- |
| AS Magenta                               | 12     | 2002/03, 2003/04, 2004/2005, 2007/08, 2008/09, 2009, 2012, 2014, 2015, 2016, 2018, 2023 |
| JS Baco                                  | 6      | 1994, 1995, 1997, 2000, 2001, 2006/07                                                   |
| Impassible                               | 5      | 1950, 1951, 1953, 1956, 1960                                                            |
| AS Mont-Dore                             | 4      | 2002, 2005/06, 2010, 2011                                                               |
| Gaïtcha FCN                              | 4      | 1974, 1990, 1999, 2013                                                                  |
| Hienghène Sport                          | 3      | 2017, 2019, 2021                                                                        |
| Wé Luécilla                              | 3      | 1989, 1991, 1993                                                                        |
| Patronage laïc Georges-Clemenceau (PLGC) | 3      | 1957, 1958, 1959                                                                        |
| Tiga Sport                               | 2      | 2020, 2022                                                                              |
| Société Sportive Indépendante (SSI)      | 2      | 1952, 1954                                                                              |
| Union sportive calédonienne (USC)        | 2      | 1962, 1963                                                                              |
| Gélima Canala                            | 1      | 1978                                                                                    |
| AS Frégate                               | 1      | 1984                                                                                    |
| AS Kunié                                 | 1      | 1985                                                                                    |
| AS Poum                                  | 1      | 1998                                                                                    |
| JS Traput                                | 1      | 1996                                                                                    |